# Zminjak
Zminjak je nenaseljeni otočić u hrvatskom dijelu Jadranskog mora.
Njegova površina iznosi 0,229 km². Dužina obalne crte iznosi 2,5 km.
Zminjak je maleni otok (v=33 m, d=850 m, š=590 m) ispred uvale Hramine na sjevorozapadnoj strani otoka Murtera i dio je Šibenskog arhipelaga. Njegov karakterističan zakrivljeni oblik zatvara veliku i zaštićenu uvalu Zmišćicu.